# Jonathan Fumeaux
Jonathan Fumeaux (Sion, 7 marzo 1988) è un ex ciclista su strada svizzero, professionista dal 2013 al 2017 e campione nazionale in linea nel 2016.

## Carriera
Nel giugno 2016 si laurea campione nazionale svizzero in linea vincendo in solitaria la prova svoltasi a Martigny. È stata la sua unica vittoria da professionista.

## Palmarès
- 2011 (Atlas Personal-BMC)

3ª tappa Grand Prix Chantal Biya (Sangmélima > Yaoundé)
- 2012 (Atlas Personal-Jakroo)

Martigny-Mauvoisin
6ª tappa Tour Alsace (Ribeauvillé > Ballon d'Alsace)
- 2016 (IAM Cycling, una vittoria)

Campionati svizzeri, Prova in linea

### Altri successi
- 2010 (CC Étupes)

Critérium National de Printemps
- 2011 (Atlas Personal-BMC)

Sierre-Nax (corsa in salita)
- 2012 (Atlas Personal-Jakroo)

Classifica scalatori Triptyque des Monts et Châteaux

## Piazzamenti

### Grandi Giri
- Vuelta a España

2014: 142º

### Classiche monumento
- Liegi-Bastogne-Liegi

2013: ritirato
- Giro di Lombardia

2013: ritirato
2014: ritirato